# Emília Almeida de Araújo
Emília Almeida de Araújo é uma jovem tradutora leste-timorense nascida em Díli. Colaborava habitualmente no jornal Lia Foun.

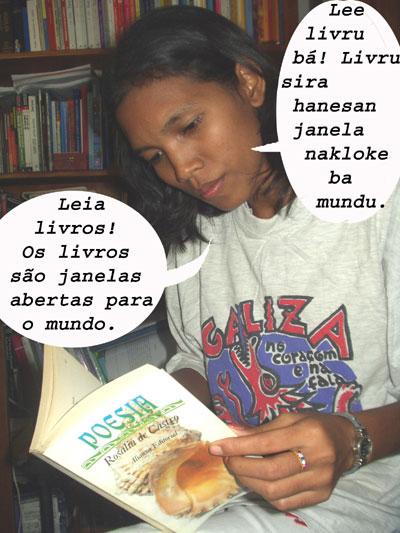
Foto de Emília Almeida de Araújo numa campanha a favor da leitura

## Traduções
- Anju Timór nian - Sophia de Mello Breyner Andresen. Tradução para tétum a partir do original português O Anjo de Timor em colaboração com João Paulo T. Esperança
- Fada Oriana - Sophia de Mello Breyner Andresen. Tradução para tétum a partir do original português A Fada Oriana em colaboração com João Paulo T. Esperança